# Rostislav Vybíral
Rostislav Vybíral (25. dubna 1954 – 27. ledna 2019) byl český fotbalista.

## Fotbalová kariéra
V československé lize hrál za Bohemians Praha v letech 1978-1981. Ve druhé nejvyšší soutěži působil v TŽ Třinec. V Poháru UEFA nastoupil ve 4 utkáních.

## Ligová bilance
| Ročník                                   | Zápasy | Góly | Minuty | Klub            |
| ---------------------------------------- | ------ | ---- | ------ | --------------- |
| 1. československá fotbalová liga 1978/79 | 10     | 1    | 719    | Bohemians Praha |
| 1. československá fotbalová liga 1979/80 | 26     | 1    | 1 808  | Bohemians Praha |
| 1. československá fotbalová liga 1980/81 | 7      | 0    | 241    | Bohemians Praha |
| 1. československá fotbalová liga 1981/82 | 2      | 0    | 18     | Bohemians Praha |
| Česká národní fotbalová liga 1981/82     | 14     | 1    | –      | TJ TŽ Třinec    |
| Česká národní fotbalová liga 1982/83     | 9      | 0    | –      | TJ TŽ Třinec    |
| Česká národní fotbalová liga 1983/84     | 10     | 1    | –      | TJ TŽ Třinec    |
| Česká národní fotbalová liga 1984/85     | 3      | 0    | –      | TJ TŽ Třinec    |
| CELKEM                                   | 45     | 2    | 2 786  |                 |